# Руккаха
◌݂ (ܪܘܼܟܵܟ݂ܵܐ, руккаха, смягчение) — диакритический знак в сирийском письме.

## Использование
Указывает на фрикативное (спирантное) произношение согласных ‎ܒ‎, ‎ܓ‎, ‎ܕ‎, ‎ܟ‎, ‎ܦ‎ и ‎ܬ‎. Такое произношение, как правило, имеет место после гласных (как полных, так и редуцированных), а также в случае, если слово начинается с одной из этих букв, а предыдущее слово оканчивается на гласный. Буквы, произносимые таким образом, называются ркихта (сир. ܪܟܝܼܟ݂ܬܵܐ).
В современных новоарамейских диалектах буквы с руккахой могут иметь статус самостоятельных букв, при этом с буквой ‎ܦ‎ вместо руккахи используется дужка снизу, практически идентичная кратке снизу (‎ܦ̮‎). Это, однако, не относится к туройо, в официально утверждённый алфавит для которого, помимо остальных пяти букв с руккахой, входит и пе с руккахой (‎ܦ݂‎).

## Кодировка
Руккаха была добавлена в стандарт Юникод в версии 3.0 в блок «Сирийское письмо» (англ. Syriac) под шестнадцатеричным кодом U+0742.